# Caecatemnus setosipygus
Genre
Espèce
Caecatemnus setosipygus, unique représentant du genre Caecatemnus, est une espèce de pseudoscorpions de la famille des Atemnidae.

## Distribution
Cette espèce est endémique de l'État d'Amazonas au Brésil. Elle se rencontre vers Manaus.

## Publication originale
- Mahnert, 1985 : Weitere Pseudoskorpione (Arachnida) aus dem zentralen Amazonasgebiet (Brasilien). Amazoniana, vol. 9, p. 215-241.